# Маркус Берг
Бенгт Ерик Маркус Берг (швед. Bengt Erik Markus Berg; 17. август 1986) шведски је фудбалер који игра на позицији нападача и тренутно наступа за Краснодар и репрезентацију Шведске.

## Каријера
Берг је прво наступао за локални клуб ИФ Торшби и ЕФК Велен у млађим категоријама. Године 2003. преселио се у Гетеборг. Две године касније дебитовао је за први тим. Средином сезоне 2007. године, Берг је до тада дао 14 голова у 17 утакмица и прелази у холандски Гронинген, висина транфера је око 4 милиона евра. У Холандији је био на врху листе стрелаца. Интересовање за њега су показали Ајакс и ПСВ из Ајндховена где је касније и одиграо једну сезону. Потписао је уговор за Хамбург на пет година, а износ трансфера био је 10,5 милиона евра.
У периоду од 2013. до 2017. играо је за грчког великана Панатинаикос.

## Репрезентација
Године 2008. дебитовао је на званичним утакмицама за сениорску репрезентацију Шведске. У мају 2018. године, био је уврштен у састав Шведске на Светском првенству у Русији 2018. године.

## Трофеји
Гетеборг
- Алсвенскан: 2007.

Панатинаикос
- Куп Грчке: 2013/14.

Ал Аин
- Првенство УАЕ: 2017/18.
- Председнички куп УАЕ: 2017/18.